# Amon Sûl
Amon Sûl (Nederlands: Weertop, Engels: Weathertop) is een heuvel in de fictieve wereld Midden-aarde van J.R.R. Tolkien.
Amon Sûl is een heuvel, waar in de dagen van het Noordelijke Koninkrijk Arnor een uitkijktoren was gevestigd. Amon Sûl betekent in het Sindarijns letterlijk Heuvel van de Wind.
Amon Sûl maakt deel uit van de Weerheuvels, een heuvelrug ten oosten van de Gouw. Het is de meest zuidelijke en tevens hoogste heuvel van deze heuvelrug. Direct langs Amon Sûl loopt de Grote Oosterweg, die Breeg verbindt met Rivendel.

## Historie
De Grote Oosterweg vormde van oudsher een belangrijke oost-westverbinding in Arnor, het Noordelijke Koninkrijk dat in de Tweede Era werd gesticht na de komst van Elendil en de Getrouwen na de val van Númenor. Op Amon Sûl werd een belangrijke uitkijkpost gevestigd. Deze uitkijkpost werd uitgerust met de belangrijkste palantír van het noorden, groter dan bijvoorbeeld de steen bij de koning in Annúminas.
Nadat acht koningen Arnor hadden geregeerd, viel het koninkrijk uiteen in de drie kleinere rijken Arthedain, Cardolan en Rhudaur. De Weerbergen, en daarmee de strategisch belangrijke Amon Sûl, lagen precies in het grensgebied van deze drie rijken, waar zich naarmate de tijd vorderde steeds meer grensconflicten afspeelden. Omdat in Arthedain al twee van de drie palantíri van het noorden aanwezig waren, was het bezit van de derde en grootste steen voor beide overige koninkrijken bovendien van aanzienlijk belang.
Toen er in Rhudaur bijna geen Dúnedain, afstammelingen van de Númenóreanen, meer aanwezig waren, kwam dit rijk langzaam maar zeker in de greep van het boosaardige rijk Angmar en de aldaar heersende Tovenaar-koning. Aanvankelijk wisten Arthedain en Cardolan de Weerheuvels en de Amon Sûl te verdedigen tegen Rhudaur en Angmar. Tijdens schermutselingen kwam koning Argeleb I van Arthedain hier om het leven. In 1409 trok echter een gewapend leger Cardolan binnen en omsingelde Amon Sûl. Het leger wist de overgebleven Dúnedain te verslaan en Arveleg I, zoon van Argeleb en tevens de nieuwe koning, te doden. De Toren van Amon Sûl werd verwoest en de palantír werd meegenomen naar Fornost. Hierna zou Amon Sûl nooit meer een rol van strategisch belang spelen.

## In de Ban van de Ring
Tijdens de Oorlog om de Ring tijdens de Derde Era komt Frodo Balings, tijdens zijn queeste om de Ene Ring, met Aragorn, Sam Gewissies, Peregrijn Toek (Pepijn) en Meriadoc Brandebok (Merijn) langs Amon Sûl. Om niet de aandacht te trekken van de Nazgûl benaderen ze de heuvel vanaf het noorden in plaats van via de Grote Oosterweg. Ze beklimmen de heuvel om sporen van Gandalf te vinden, en vinden beschutting aan de westzijde. Op de top treffen zij de resten van de oude uitkijktoren aan. De Nazgûl vallen het gezelschap uiteindelijk aan en Frodo wordt door een van hun zwaarden zwaar verwond. Aragorn weet ze echter te verdrijven. Het is deze wond, opgelopen op Amon Sûl, die Frodo tot op het laatst zal pijnigen en die hem mede doet besluiten om samen met zijn oom Bilbo en Gandalf vanuit de Grijze Havens naar de Onsterfelijke Landen te varen.
Zie ook: Lijst van koningen van Arnor · Lijst van koningen van Arthedain · Lijst van hoofden van de Dúnedain